# Al-Hadītha
al-Hadītha (arabisch الحديثة al-Hadītha, DMG al-Ḥadīṯa) ist ein Ort in der saudischen Provinz Dschauf. Durch al-Hadītha verläuft die Autobahn 65, die innerhalb des Ortsgebietes an einem von insgesamt drei offiziellen Grenzübergängen zwischen Saudi-Arabien und Jordanien endet. Der Ortskern von al-Hadītha liegt jedoch ungefähr 9 km südlich der Grenze zu Jordanien. In al-Hadītha ist zudem ein Passagierbahnhof der Nord-Süd-Eisenbahnlinie geplant.